# Gornja Večeriska
Gornja Večeriska je naseljeno mjesto u općini Vitez, Federacija Bosne i Hercegovine, BiH.

## Povijest
Kod Gornje Večeriske se nalazi ranosrednjovjekovna gradina s utvrdom i rudnik željezne rude Škav (Škaf ili Bosnić grad).

## Stanovništvo

### 1991.
Nacionalni sastav stanovništva 1991. godine, bio je sljedeći:
ukupno: 437
- Hrvati - 427
- Srbi - 2
- ostali, neopredijeljeni i nepoznato - 8

### 2013.
Nacionalni sastav stanovništva 2013. godine, bio je sljedeći:
ukupno: 374
- Hrvati - 368
- Bošnjaci - 1
- ostali, neopredijeljeni i nepoznato - 5